# Diego Landi
Diego Saverio Ermanno Landi (Cesano Maderno, 11 dicembre 1947) è un giornalista italiano.

## Biografia
Giornalista professionista dal 1973. Ha lavorato quasi vent'anni all'Unità, dal 1968 al 1986.  In quel giornale è stato caposervizio alle edizioni provinciali, caporedattore a Bologna e per tutta l'Emilia-Romagna fra il 1977 e il 1981, fino all'86 capo dei servizi politica e cronaca nazionale alla redazione centrale di Milano.
Nel 1986 lascia l'Unità e il giornalismo militante per dedicarsi al mondo della consulenza. Prima come dirigente di una azienda di servizi operante nel campo dell'informatica, Ibimaint, di cui accompagna la crescita in 24 mesi da 10 a 30 miliardi di fatturato, poi dopo l'acquisto di Ibimaint da parte di Olivetti come consulente. Dal 1988 al 1996 è consulente Mercedes-Benz, Gruppo Uap- Worms, Akros immobiliare, Degussa-Schering, Saatchi & Saatchi, Lintas, Officine di Seveso, Mandelli robotica.
Nel 1996 torna al giornalismo con la direzione del quotidiano Le Cronache di Varese. Nel 1997 diventa inviato per L'Indipendente di Milano, di cui nel settembre è nominato direttore, e lo resta per meno di un anno. Alla fine del 1999 si trasferisce a Palermo alla direzione del quotidiano cittadino Il Mediterraneo fino al 2000 e poi progettò la riedizione del quotidiano l'Ora, che l'imprenditore palermitano Vinicio Boschetti tentò di far rivivere.
Dal 2002 è titolare della Eus, società che opera a Palermo nel campo dell'editoria ed è presidente di un Ente di formazione e ricerca, MVM, accreditato alla Regione Siciliana, nel catalogo interregionale dell'Alta Formazione e in progetti europei.